# Anja Obradović
Anja Obradović (serbisch-kyrillisch Ања Обрадовић; * 24. Januar 2000 in Belgrad, BR Jugoslawien) ist eine serbische Judoka. Sie gewann 2021 Bronze bei den Weltmeisterschaften.

## Sportliche Karriere
Anja Obradović kämpft im Halbmittelgewicht, der Gewichtsklasse bis 63 Kilogramm. 2015 war sie Dritte der Kadetteneuropameisterschaften und der Kadettenweltmeisterschaften. 2016 siegte sie bei den Kadetteneuropameisterschaften und war Dritte der Junioreneuropameisterschaften. 2017 war sie erstmals serbische Landesmeisterin in der Erwachsenenklasse und zum zweiten Mal Kadetteneuropameisterin. 2018 gewann sie sowohl bei den Junioreneuropameisterschaften, als auch bei den Juniorenweltmeisterschaften eine Bronzemedaille. Im gleichen Jahr war sie Zweite der Militärweltmeisterschaften.
2019 nahm sie an den Europaspielen in Minsk teil und schied im Achtelfinale gegen die Russin Darja Dawydowa aus. Im gleichen Jahr war sie Zweite der Juniorenweltmeisterschaften und der U23-Europameisterschaften. Ende 2020 belegte Anja Obradović den dritten Platz bei den Junioreneuropameisterschaften.
2021 gewann sie nach 2017 und 2018 ihren dritten serbischen Meistertitel. Bei den Europameisterschaften in Lissabon schied sie im Achtelfinale gegen die Slowenin Andreja Leški aus. Anderthalb Monate später unterlag sie im Viertelfinale der Weltmeisterschaften in Budapest der Niederländerin Sanne Vermeer. Mit Siegen über die Kubanerin Maylín del Toro und die Venezolanerin Anriquelis Barrios erkämpfte Anja Obradović eine Bronzemedaille. Bei den Olympischen Spielen in Tokio schied sie in der ersten Runde gegen die Niederländerin Juul Franssen aus.